# Жирова хвороба печінки
Жирова хвороба печінки (ЖХП), також відома як стеатоз печінки та стеатозна хвороба печінки (СХП), — це стан, при якому в печінці накопичується надлишок жиру. Симптоми часто відсутні або не виражені. Іноді може виникати втома або біль у верхній правій частині живота. Ускладненнями можуть бути цироз, рак печінки та варикозне розширення вен стравоходу.
Основними підтипами жирової хвороби печінки є стеатотична хвороба печінки, пов'язана з метаболічною дисфункцією (MASLD), раніше «неалкогольна жирова хвороба печінки» (НАЖХП) та алкогольна хвороба печінки (АХП), з категорією «метаболічна та алкоголь-асоційована хвороба печінки» (метАХП), яка описує комбінацію двох типів.
Основні фактори ризику включають алкоголь, діабет 2-го типу та ожиріння. Інші фактори ризику включають певні ліки, такі як глюкокортикоїди та гепатит С. Незрозуміло, чому в деяких людей з НАЖХП розвивається проста жирова дистрофія печінки, а в інших — неалкогольний стеатогепатит (НАСГ), що пов'язано з гіршими результатами. Діагноз ґрунтується на зборі анамнезу, що підтверджується аналізами крові, медичними візуалізаціями та іноді біопсією печінки. Зокрема і новітнім апаратом виробленим в Україні,  «Портативна ультразвукова система з HandyUsound» з функцією стеатометрії. https://ielastography.kiev.ua/wp-content/uploads/2023/11/%D0%9A%D0%BE%D0%BC%D0%BF%D0%BB%D0%B5%D0%BA%D1%81_%D0%BD%D0%BE%D0%B2%D1%96%D1%82%D0%BD%D1%96%D1%85_%D0%A3%D0%97%D0%A2_%D0%BF%D0%BE%D0%B4%D0%BE%D0%BB%D0%B0%D0%BD%D0%BD%D1%8F_%D0%BF%D0%B0%D0%BD%D0%B4%D0%B5%D0%BC%D1%96%D1%97_%D0%9C%D0%90%D0%A1%D0%A5%D0%9F.pdf
Багаторічний досвід фахівця ультразвукової діагностики жирової хвороби печінки, патофізіолога, який за станом печінки бачить відображення клінічних проявів метаболічного синдрому, зокрема розвитку серцевосудинних захворювань на тлі атеросклерозу і розладів жовчовивідної системи (каміння, поліпів, застійних явищ), надихнув доктора Олега Динника до написання книги «Жир Вашого тіла. Жир Вашої печінки. Просте подолання».
Лікування НАЖХП, як правило, полягає в зміні дієти та фізичних вправах, щоб досягти втрати ваги. У осіб з серйозним ураженням, варіантом може бути трансплантація печінки. У понад 90 % алкоголіків розвивається жирова дистрофія печінки, тоді як приблизно у 25 % розвивається більш важкий алкогольний гепатит. НАЖХП вражає близько 30 % людей у західних країнах і 10 % людей в Азії. НАЖХП вражає приблизно 10 % дітей у Сполучених Штатах. Частіше зустрічається у літніх людей і чоловіків.
https://ielastography.kiev.ua/about Саме інноваційні УЗ технології еластографії і стеатометрії дозволяють неінвазивно, аналогічно процедурі простого УЗД, визначити стадію фібзу/цирозу і стеатозу, а також з’ясувати тяжкість перебігу і прогноз захворювання.
Фахівці Інституту еластографії є визнаними експертами в УЗ еластографії і стеатометрії. Вони стали ініціаторами і співавторами розробки модулю стеатометрії до українсько-швейцарського УЗ приладу (Soneus P7, Ultrasign, Україна-Швейцарія), мають численні публікації у світовій науковій літературі (див. розділ – наукові публікації) і, головне, можуть оцінити ступінь ризику развитку ускладнень НАЖХП, уражень інших органів і систем. «Жирова хвороба печінки, по суті, є ендокринним захворюванням». Відомий український ендокринолог — професор Боднар П.М., завідуючий кафедрою ендокринології Національного медичного університету (1994-2016 рр.) імені О.О. Богомольця виховав на цій парадигмі цілу плеяду спеціалістів: вчених і лікарів-практиків. 

## Класифікація
Жирова хвороба печінки класифікується на:
- Неалкогольну жирову хворобу печінки (НАЖХП), що складається з:[7][1]
  - Неалкогольної жирової дистрофії печінки (НАЖДП) або простої жирової дистрофії печінки
  - Неалкогольного стеатогепатиту (НАСГ)
- Алкогольну хворобу печінки (AХП).[1]

У 2023 році було обрано нову номенклатуру:
- Метаболізм-асоційована стеатотична хвороба печінки (MASLD), включаючи:
  - Метаболізм-асоційований стеатогепатит (MASH)
- Метаболічне та алкогольне захворювання печінки (metALD). Описує тих пацієнтів із MASLD, які споживають велику кількість алкоголю на тиждень, але недостатньо, щоб бути класифікованим як ALD)
- Алкогольна хвороба печінки (ALD)
- Стеатотична хвороба печінки зі специфічною етіологією (включаючи медикаментозні, моногенні захворювання та інші)

## Ознаки та симптоми
Часто симптоми відсутні або не виражені. Іноді може виникати втома або біль у верхній правій частині живота.

### Ускладнення
Ожиріння печінки може перерости у фіброз, цироз або рак печінки. Для людей, уражених НАЖХП, 10-річна виживаність становила близько 80 %. За оцінками, швидкість прогресування фіброзу становить раз на 7 років при НАСГ і один раз на 14 років при НАЖХП, причому швидкість прогресування зростає. Існує тісний зв'язок між цими патологіями та метаболічними захворюваннями (цукровий діабет 2-го типу, метаболічний синдром). Ці патології також можуть уражати людей без ожиріння, які в такому випадку мають більший ризик ускладнень.
Менш ніж у 10 % людей з циротичною АЖХП розвивається гепатоцелюлярна карцинома, найпоширеніший тип первинного раку печінки у дорослих, але до 45 % людей з НАСГ можуть мати гепатоцелюлярну карциному без попереднього цирозу.
Жирова хвороба печінки також пов'язана з іншими захворюваннями, які впливають на жировий обмін.

## Причини

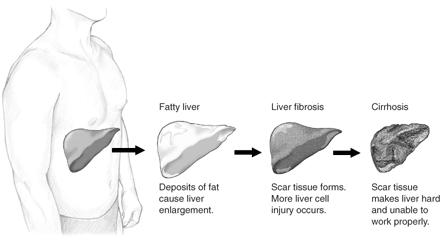
Різні стадії ураження печінки

Жирова дистрофія печінки (ЖДП) зазвичай пов'язана з метаболічним синдромом (цукровий діабет, гіпертонія, ожиріння та дисліпідемія), але також може бути наслідком однієї з багатьох причин:
Алкоголь
Зловживання алкоголем є однією з причин ожиріння печінки через утворення токсичних метаболітів, таких як альдегіди, під час розпаду алкоголю в печінці. Це явище найчастіше виникає при хронічному алкоголізмі.
Метаболічні
абеталіпопротеїнемія, хвороби накопичення глікогену, хвороба Вебера-Крістіана, гостра жирова дистрофія печінки під час вагітності, ліподистрофія
Харчові
ожиріння, недостатнє харчування, повне парентеральне харчування, різка втрата ваги, синдром відновлення харчування, порожньо-ілеальний шунт, шлунковий шунт, дивертикульоз порожньої кишки з надмірним бактеріальним ростом
Ліки і токсини
аміодарон, метотрексат, дилтіазем, прострочений тетрациклін, високоактивна антиретровірусна терапія, глюкокортикоїди, тамоксифен, гепатотоксини навколишнього середовища (наприклад, отруєння фосфором, грибами)
Інші
целіакія, запальні захворювання кишечника, ВІЛ, гепатит С (особливо генотип 3) і дефіцит альфа-1-антитрипсину

## Патоморфологія

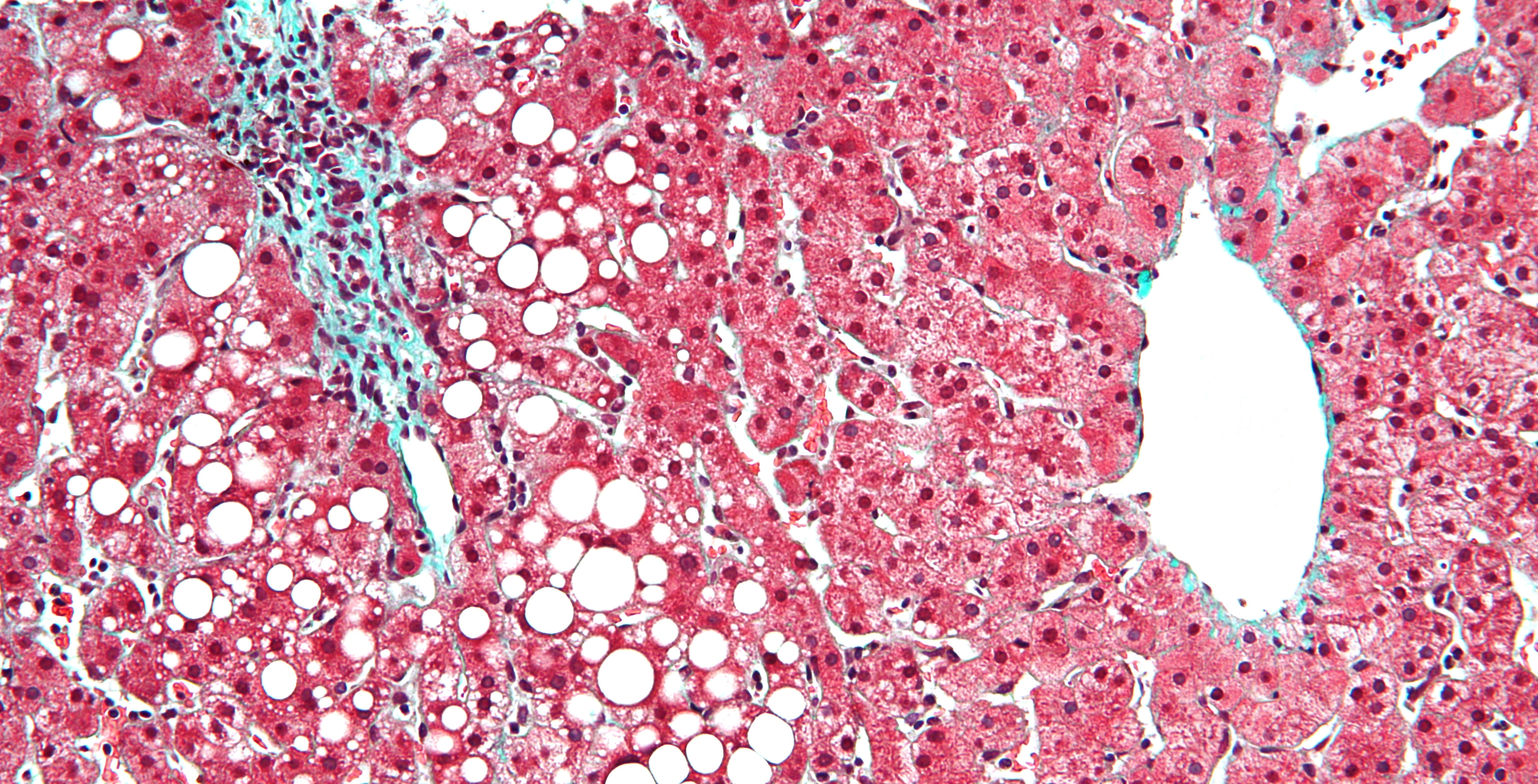
Мікрофотографія перипортального стеатозу печінки, яка може спостерігатися через прийом стероїдів, трихромне фарбування

Морфологічні зміни являют собою внутрішньоцитоплазматичне накопичення тригліцеридів (нейтральних жирів). На початку гепатоцити мають маленькі жирові вакуолі (ліпосоми) навколо ядра (мікровезикулярна жирова зміна). На цій стадії клітини печінки заповнені множинними крапельками жиру, які не витісняють розташоване в центрі ядро.
На пізніх стадіях розміри вакуолей збільшуються, відтісняючи ядро до периферії клітини, що дає характерний вигляд каблучки-печатки (макровезикулярна жирова зміна). Ці везикули чітко окреслені та оптично «порожні», оскільки жири розчиняються під час обробки тканин. Великі вакуолі можуть зливатися й утворювати жирові кісти, які є незворотними ураженнями.
Макровезикулярний стеатоз є найпоширенішою формою, яка зазвичай пов'язана з алкоголем, діабетом, ожирінням і кортикостероїдами.
Гостра жирова дистрофія печінки під час вагітності та синдром Рейє є прикладами тяжкого захворювання печінки, спричиненого мікровезикулярною жировою зміною. Діагноз «стеатоз» ставиться, коли вміст жиру в печінці перевищує 5-10 % її маси.

Механізм розвитку стеатозу печінки

Дефекти метаболізму жирних кислот є відповідальними за патогенез жирової хвороби печінки, що може бути наслідком дисбалансу в споживанні її спалюванні енергії, що призводить до накопичення ліпідів. Або це може бути наслідком периферичної резистентності до інсуліну, через що транспорт жирних кислот із жирової тканини до печінки збільшується. Порушення або інгібування рецепторних молекул (PPAR-α, PPAR-γ та SREBP1), які контролюють ферменти, відповідальні за окислення та синтез жирних кислот, очевидно, сприяє накопиченню жиру.
Крім того, відомо, що вплив алкоголю пошкоджує мітохондрії та інші клітинні структури, ще більше порушуючи клітинний енергетичний механізм. З іншого боку, безалкогольна жирова хвороба печінки може початися як результат надлишку неметаболізованої енергії в клітинах печінки. Стеатоз печінки вважається оборотним і певною мірою непрогресуючим, якщо зменшити або усунути основну причину.

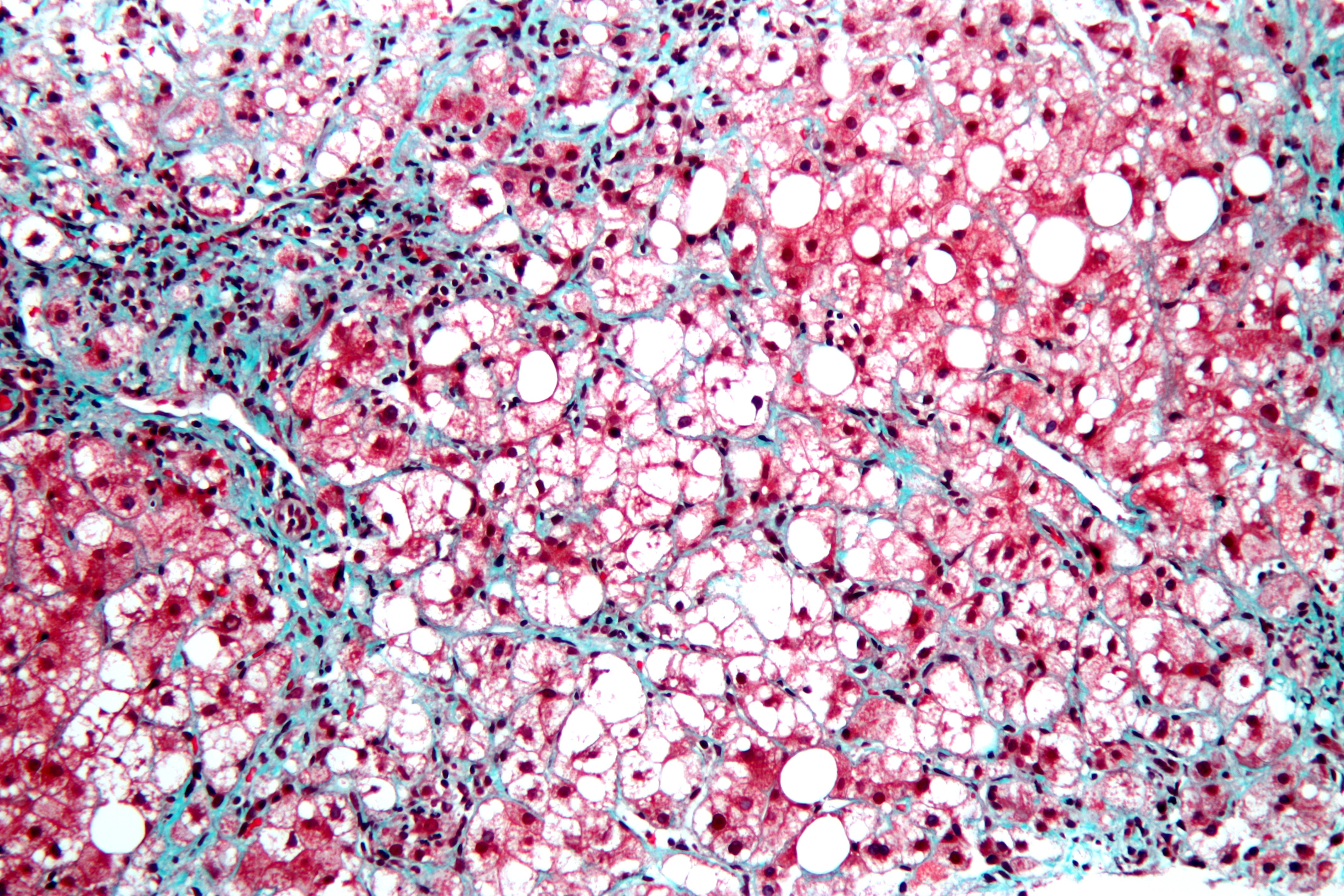
Мікрофотографія запаленої жирової печінки (стеатогепатит)

Тяжка жирова дистрофія печінки іноді супроводжується запаленням, що називається стеатогепатитом. Прогресування до алкогольного стеатогепатиту (АСГ) або неалкогольного стеатогепатиту (НАСГ) залежить від стійкості або тяжкості провокаційної причини. Патоморфологічні ураження в обох станах схожі. Однак ступінь запальної відповіді варіюється в широких межах і не завжди корелює зі ступенем накопичення жиру. Стеатоз (затримка ліпідів) і початок стеатогепатиту можуть являти собою послідовні стадії прогресування жирової хвороби печінки.
Захворювання печінки з поширеним запаленням і високим ступенем стеатозу часто прогресують до більш важких форм захворювання. На цій стадії часто спостерігається балонна дистрофія гепатоцитів і їх некроз різного ступеня. Загибель клітин печінки та запальні реакції призводять до активації зірчастих клітин печінки, які відіграють ключову роль у фіброзі печінки. Ступінь фіброзу варіюється в широких межах. Перисинусоїдальний фіброз є найбільш поширеним, особливо у дорослих, і переважає в 3-й зоні навколо кінцевих печінкових вен.
На прогресування цирозу може впливати кількість накопиченого жиру та ступінь стеатогепатиту, а також низка інших сенсибілізуючих факторів. При алкогольній ЖХП перехід до цирозу, пов'язаний з продовженням вживання алкоголю, добре задокументований, але процес, пов'язаний з неалкогольною ЖХП, менш ясний.

## Діагностика

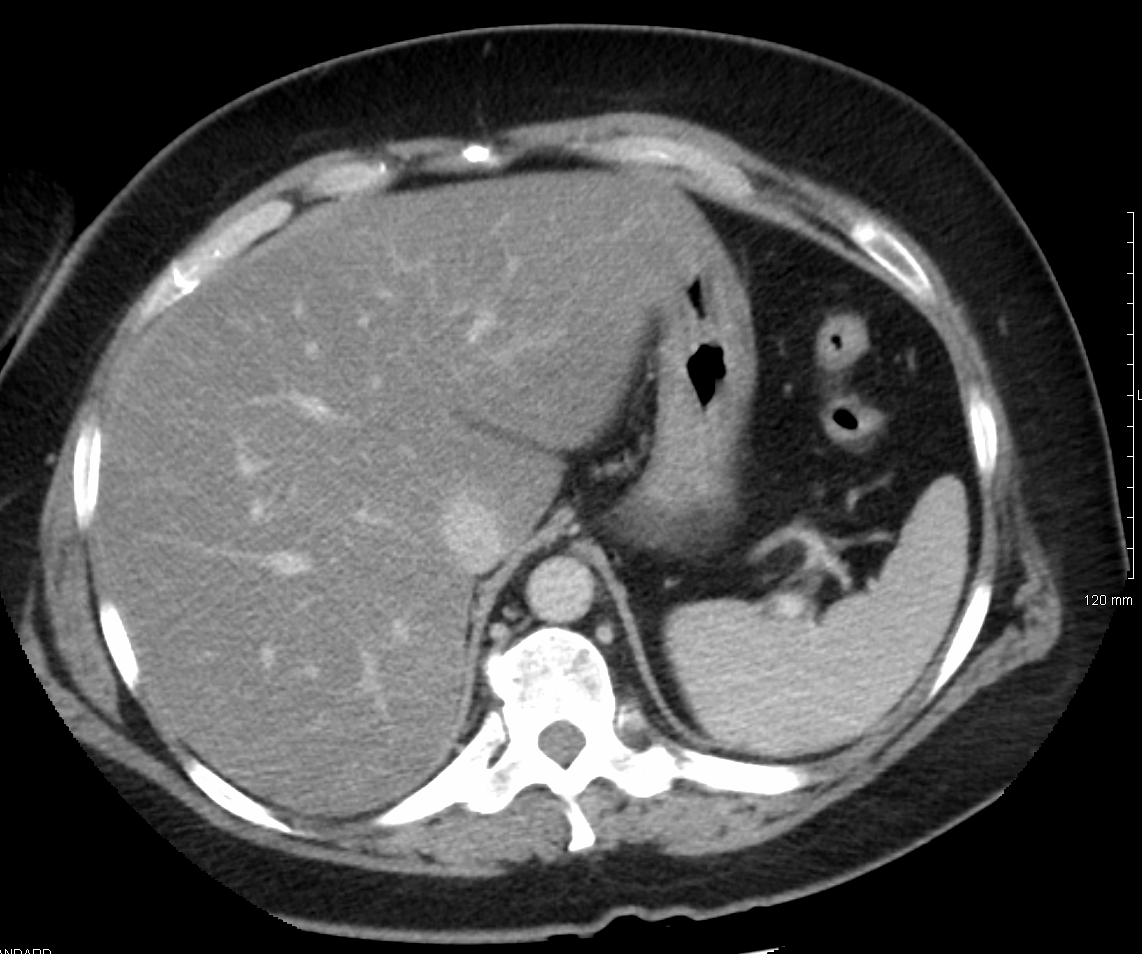
Стеатоз печінки (жирова хвороба печінки), на КТ

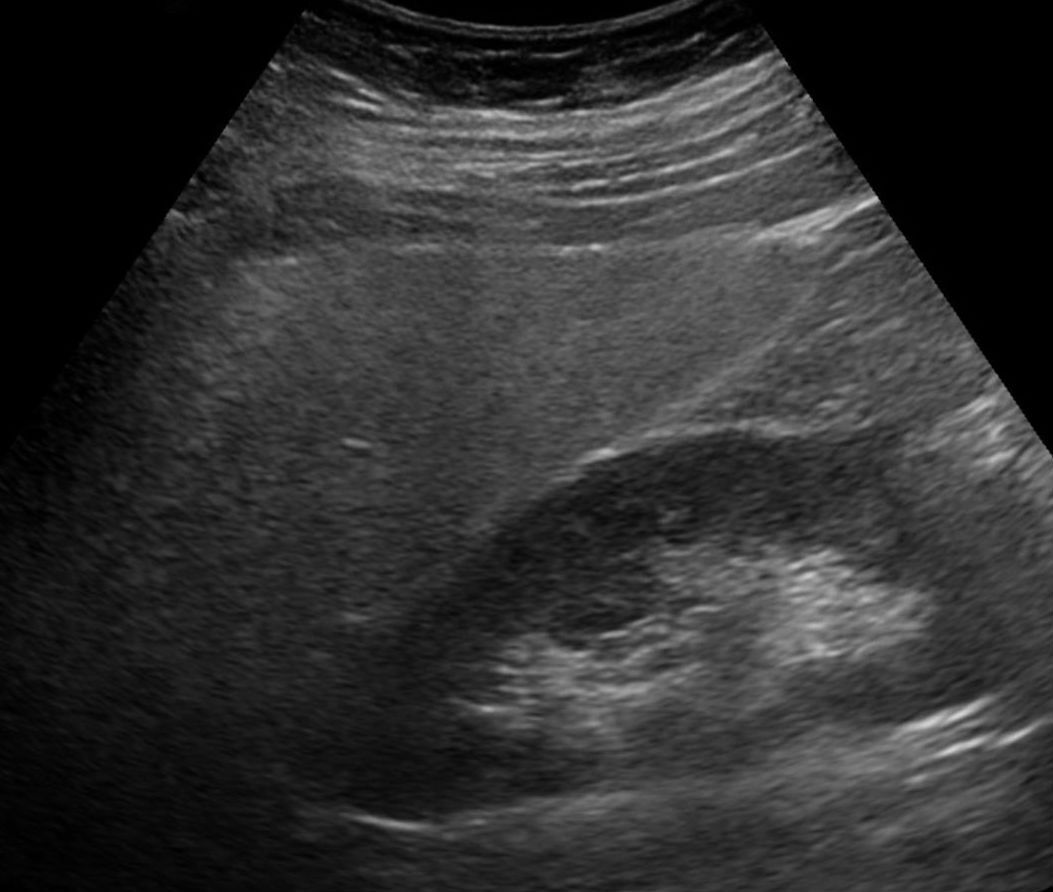
УЗД — дифузне підвищення ехогенності печінки

У більшості людей ЖХП протікає безсимптомно, і зазвичай її виявляють випадково через аномальні показники функції печінки або гепатомегалію, помічену при інших захворюваннях.
Підвищення рівня печінкових ферментів виявляється у 50 % пацієнтів із простим стеатозом. Рівень аланінтрансамінази (АЛТ) у сироватці крові зазвичай перевищує рівень аспартаттрансамінази (АСТ) у безалкогольному варіанті та навпаки при алкогольній ЖХП (АСТ:АЛТ більше 2:1).
Прості аналізи крові можуть допомогти визначити масштаб ураження шляхом оцінки ступеня фіброзу печінки. Наприклад, індекс співвідношення АСТ/тромбоцити (APRI score) і ряд інших показників, розрахованих за результатами аналізів крові, дозволяють визначити ступінь фіброзу печінки і передбачити майбутнє формування раку печінки.
Під час діагностики часто проводяться візуалізаційні дослідження. При УЗД виявляється «світла» печінка з підвищеною ехогенністю. Для скринінгу можна використовувати ультразвукові апарати кишенькового розміру. Медична візуалізація може допомогти діагностувати жирову дистрофію печінки: вона має нижчу щільність, ніж селезінка при комп'ютерній томографії (КТ), а жир виглядає яскравим на Т1-зважених магнітно-резонансних зображеннях (МРТ).
Магнітно-резонансна еластографія, варіант магнітно-резонансної томографії, досліджується як неінвазивний метод діагностики прогресування фіброзу. Розроблено онлайн-калькулятори, які допомагають оцінити стеатоз печінки за результатами КТ та МРТ.
Станом на 2018 рік гістологічна діагностика за допомогою біопсії печінки є найточнішим показником фіброзу та прогресування жирової дистрофії печінки. Звичайні методи візуалізації, такі як УЗД, КТ та МРТ, недостатньо специфічні для виявлення жирової хвороби печінки, якщо жир не займає принаймні 30 % її об'єму.

## Лікування
Зменшення споживання калорій щонайменше на 30 % або приблизно на 750—1000 ккал/день призводить до покращення стану печінки при стеатозі. Було показано, що для людей з НАЖХП або НАСГ втрата ваги за допомогою поєднання дієти та фізичних вправ покращує або усуває захворювання. У більш серйозних випадках було показано, що препарати, які знижують резистентність до інсуліну, гіперліпідемію та ті, що викликають втрату ваги, такі як баріатрична хірургія, а також вітамін Е, покращують або відновлюють функцію печінки.
Хоча баріатрична хірургія у 2017 році не рекомендувалася як лікування лише жирової дистрофії печінки, було показано, що вона здатна вилікувати ЖХП, НАЖХП, НАСГ і прогресуючий стеатогепатит у понад 90 % людей, які пройшли цю операцію для лікування ожиріння.
Було показано, що холін полегшує симптоми у випадку тривалої жирової дистрофії печінки, спричиненої парентеральним харчуванням. Це може бути наслідком дефіциту циклу метіоніну.

## Епідеміологія
НАЖХП вражає близько 30 % людей у західних країнах і 10 % людей в Азії. У США частота становить приблизно 35 %, причому близько 7 % мають важку форму НАСГ. НАЖХП вражає приблизно 10 % дітей у США. Нещодавно було запропоновано замінити термін НАЖХП на термін метаболізм-асоційована жирова хвороба печінки (МАЖХП, MAFLD).
МАЖХП є більш інклюзивною діагностичною назвою, оскільки вона базується на виявленні ожиріння печінки за допомогою гістології (біопсія), медичної візуалізації або біомаркерів крові, але має супроводжуватися надмірною вагою/ожирінням, цукровим діабетом 2 типу або порушенням метаболізму.
Нове визначення більше не виключає зловживання алкоголем або співіснування інших захворювань печінки, таких як вірусний гепатит. Використовуючи це більш всеохоплююче визначення, глобальна поширеність МАЖХП становить вражаюче високі 50,7 %. Дійсно, використовуючи також старе визначення НАЖХП, захворювання спостерігається у до 80 % людей із ожирінням, у 35 % з яких вона прогресує до стеатогепатиту. Також вона спостерігається і у до 20 % людей із нормальною вагою, незважаючи на відсутність доказів надмірного вживання алкоголю.
Жирова дистрофія печінки є найпоширенішою причиною аномальних показників функції печінки в США. Ожиріння печінки більш поширене у латиноамериканців, ніж у білих, причому у темношкірих поширеність найнижча.
У дослідженні «Children of the 90s» («Діти 90-х») у 2,5 % народжених у 1991 та 1992 роках у віці 18 років за допомогою УЗД виявили неалкогольну жирову хворобу печінки. Через п'ять років у понад 20 % учасників дослідження транзиторна еластографія виявила жирові відкладення у печінці, що вказує на неалкогольну жирову хворобу печінки, половина з них були класифіковані як важкі. Сканування також виявило, що 2,4 % учасників дослідження мали певний ступінь фіброзу печінки, який може призвести до цирозу.
Після локдауну під час пандемії COVID-19 дослідження показало, що 48 % пацієнтів зі стеатозом печінки набрали вагу, тоді як у 16 % ступінь стеатозу погіршився. Збільшення ваги було пов'язане з поганим дотриманням запропонованої дієти, зниженням рівня фізичної активності та підвищеною поширеністю гомозиготності для однонуклеотидного поліморфізму PNPLA3 rs738409. PNPLA3 rs738409 вже є відомим фактором ризику НАЖХП.

## Дослідження
Систематичний огляд і мета-аналіз, опубліковані в 2024 році, показали, що терапія гормоном росту може допомогти в лікуванні жирової хвороби печінки.
Дослідження показують потенційний позитивний вплив семаглутиду на перебіг ЖХП. Вважається, цей ефект забезпечується зниженням ваги пацієнта. Подібний ефект спостерігається і у дослідженнях тирзепатиду.

## У тварин
Жирова хвороба печінки може виникнути у домашніх тварин, таких як рептилії (зокрема черепахи) і птахи а також у ссавців, таких як коти та собаки. Найчастішою причиною є надмірне харчування. Примітною ознакою у птахів є неправильна форма дзьоба.
Ожиріння печінки викликається примусовим харчуванням через зонд у гусей або качок для виробництва фуа-гра. Ожиріння печінки також може бути викликане висококалорійною дієтою у жуйних тварин, таких як вівці.